# Último Resorte
Último Resorte est un groupe espagnol de punk rock, originaire de Barcelone. Après la première vague de punk rock avec des groupes comme La Banda Trapera del Río, Basura et Mortimer, Último Resorte est le groupe qui a maintenu la flamme du punk en vie au tournant de la décennie.
Formé en 1979, il n'a rien sorti avant 1982, date à laquelle le groupe a connu plusieurs mutations, avec les changements de style qui s'ensuivent. Ils sortent alors leur premier EP, l'un des premiers disques punk de l'« indépendance » espagnole. En 1983, ils sortent leur deuxième album, l'EP Una causa sin fondo. Ils se séparent dans les premiers mois de 1984.

## Histoire
Le groupe est formé en 1979 par un groupe de jeunes du quartier Collblanch de L'Hospitalet de Llobregat, Sant Boi de Llobregat et Barcelone : la chanteuse Silvia et le bassiste Juanito, qui seront les seuls membres stables tout au long de la carrière mouvementée du groupe, ainsi que Tommy (guitare) et Miguel (batterie, également connu sous le nom de Mike). Silvia était déjà une légende locale parmi les punks de Ciudad Condal, notamment pour avoir photographié Sid et Nancy lors de leur visite à Londres en 1978. Sur la formation du groupe, Silvia déclare en 1984 : « C'était une idée fixe : s'amuser n'était pas la seule motivation, mais plutôt réunir des gens dans les salles de spectacle, des gens sans complexes, des gens qui devaient gaspiller leur énergie d'une manière ou d'une autre. Des gens qui pouvaient cracher sur les institutions. »
À son retour du service militaire, le premier batteur, Miguel, rejoint le groupe. Cette nouvelle formation donne un concert à Vallirana avec Desechables et se produit ensuite, avec le groupe de power pop de C-Pillos à Barcelone, au temple de la new wave madrilène, le Rock-Ola, en septembre 1982. Une partie du public insiste pour faire descendre Silvia de la scène, tandis que la sécurité l'attrapait pour l'en empêcher ; finalement, ils l'ont fait descendre et ont enlevé sa chemise, laissant ses seins à l'air. Juanito descendit avec son pied de micro, s'acharnant à droite et à gauche, tandis que Rosa lançait des bouteilles de bière et qu'une bagarre éclatait entre le public et le personnel de sécurité. Après le concert, certaines personnes ont attendu le groupe à l'extérieur de la salle pour en découdre.
Les 9 et 10 juillet 1983, ils donnent deux concerts de présentation de l'EP Una causa sin fondo, sorti cette même année, à l'ancienne Zeleste (une salle classique du progressisme catalan, qui vers cette année-là avait finalement ouvert ses portes à la new wave et, par conséquent, au punk). Entre-temps, l'apparition du maxi-single leur vaut une critique très positive de la part de Jaime Gonzalo dans le magazine Rock Espezial. Le titre de l'article de Gonzalo sur U.R., It's Not Easy to be Punk, a inspiré le titre de la compilation Outline sortie en 2000. L'EP a également reçu une critique de Maximum RocknRoll, cette fois-ci moins tardive. L'album a été chroniqué par Pushead (Septic Death), qui le jugera favorablement, tout en ajoutant la curieuse observation que « s'il y avait eu un « hardcore à la Sesame Street, je pense que ce groupe en aurait fait la chanson thème. »
À cette époque, Último Resorte donne une cinquantaine de concerts. Dans une interview réalisée vers la fin de l'année 1983 par le fanzine Penetración, Silvia suggère qu'il est temps de laisser la place à d'autres nouveaux groupes. La séparation du groupe intervient peu de temps après le concert avec MDC. La réapparition de Juanito et Miguel quelques mois plus tard, débutant avec le groupe de punk hardcore GRB confirme qu'une époque se termine et qu'une nouvelle commence.

## Discographie
- 1982 : Último Resorte (Flor y Nata)
- 1983 : Una causa sin fondo (EP, Flor y Nata)
- 1994 : Post mortem (Tralla Records)
- 2001 : Qué difícil es ser punk (Outline Records)